# Contea di McPherson (Nebraska)
La contea di McPherson (in inglese McPherson County) è una contea dello Stato del Nebraska, negli Stati Uniti. La popolazione al censimento del 2000 era di 533 abitanti. Il capoluogo di contea è Tryon.